# René Bauler
René Bauler (* 17. September 1914 in Luxemburg; † unbekannt) war ein luxemburgischer Fußballspieler.
Heimatverein Baulers war Union Luxemburg. Am 27. September 1936 stand er in Krefeld im Kader der luxemburgischen Fußballnationalmannschaft bei einem Freundschaftsspiel gegen Deutschland (2:7). Es blieb sein einziger Einsatz in der Nationalmannschaft.  